# Franz Stelzhamer

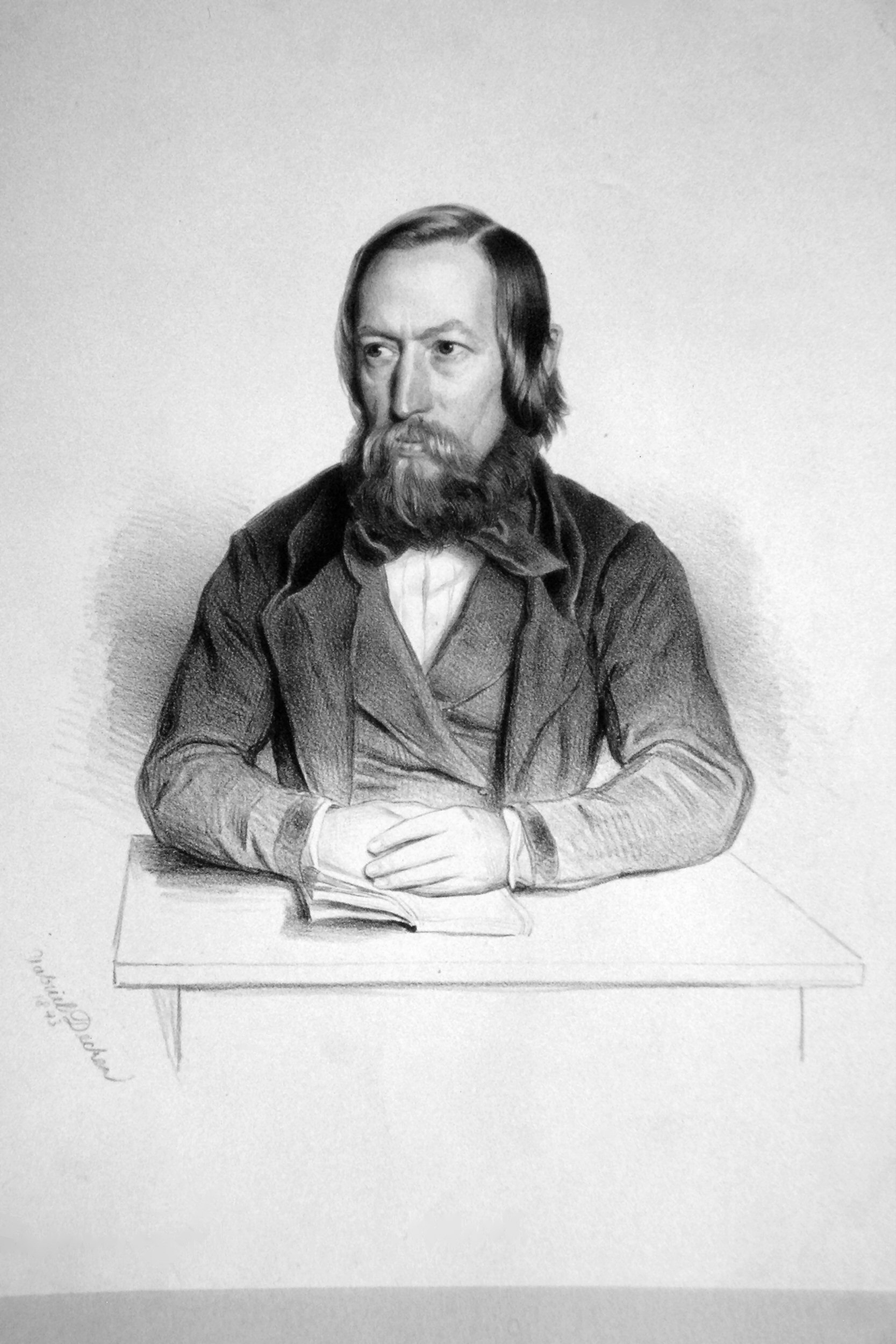
Franz Stelzhamer, Lithographie von Gabriel Decker, 1843

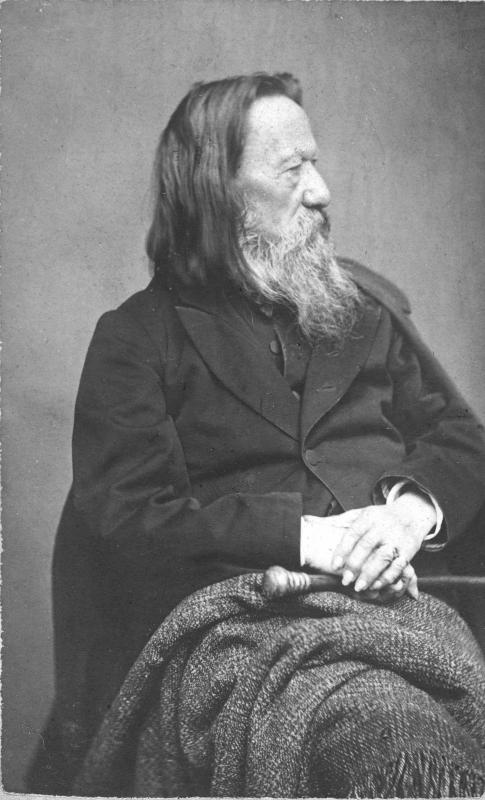
Porträt Stelzhamers (um 1865)

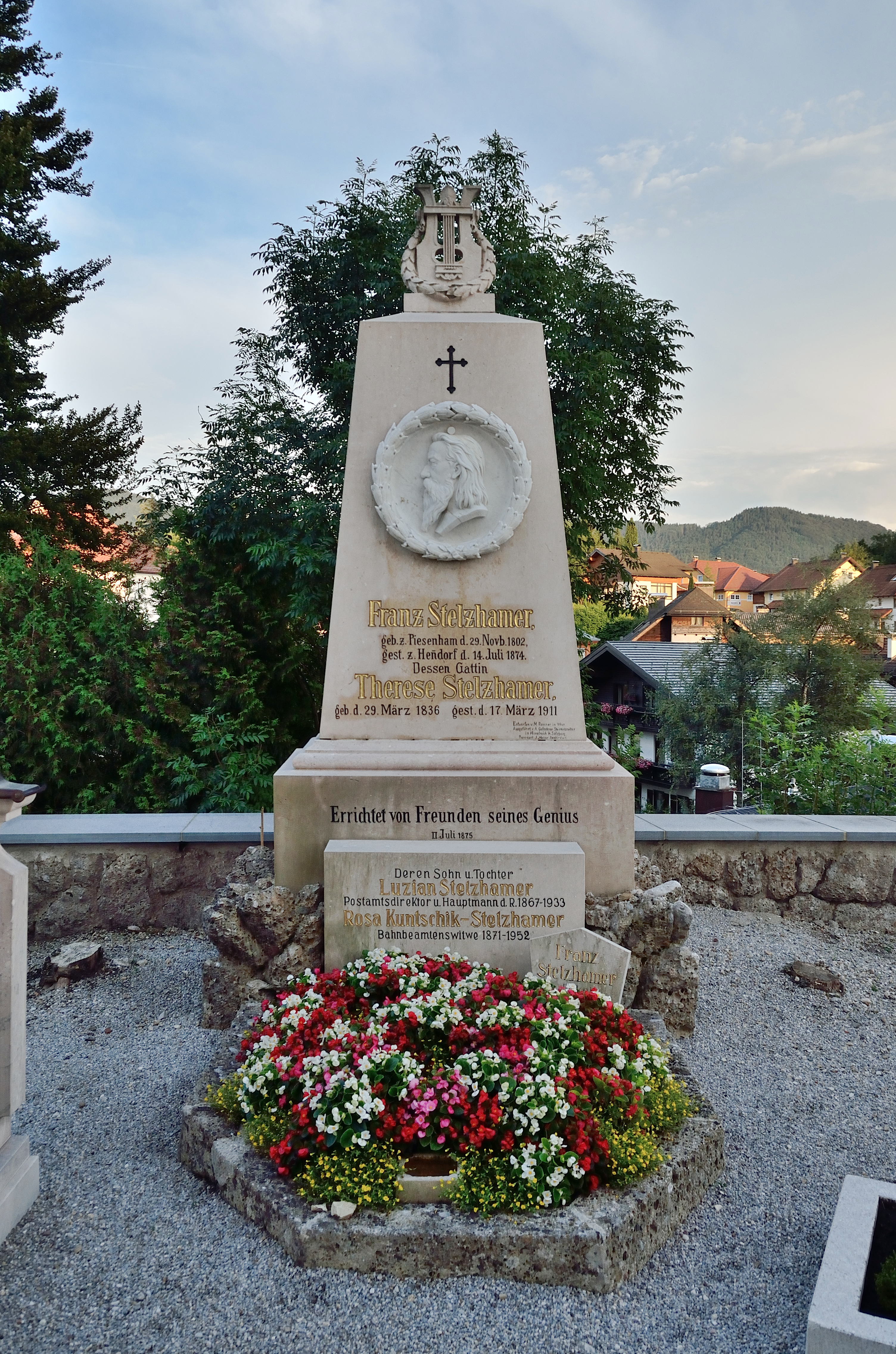
Grab Franz Stelzhamers in Henndorf am Wallersee

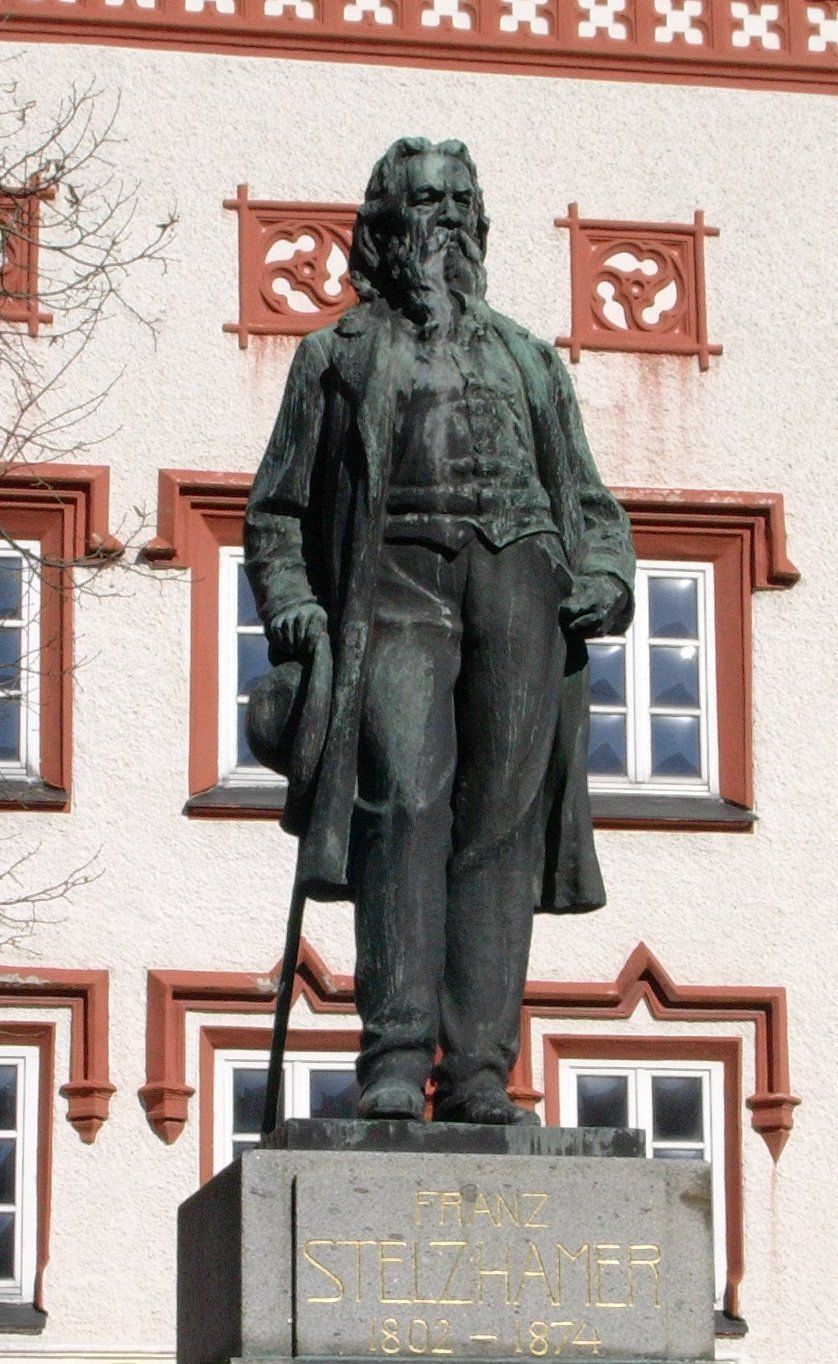
Stelzhamer-Denkmal in Ried im Innkreis

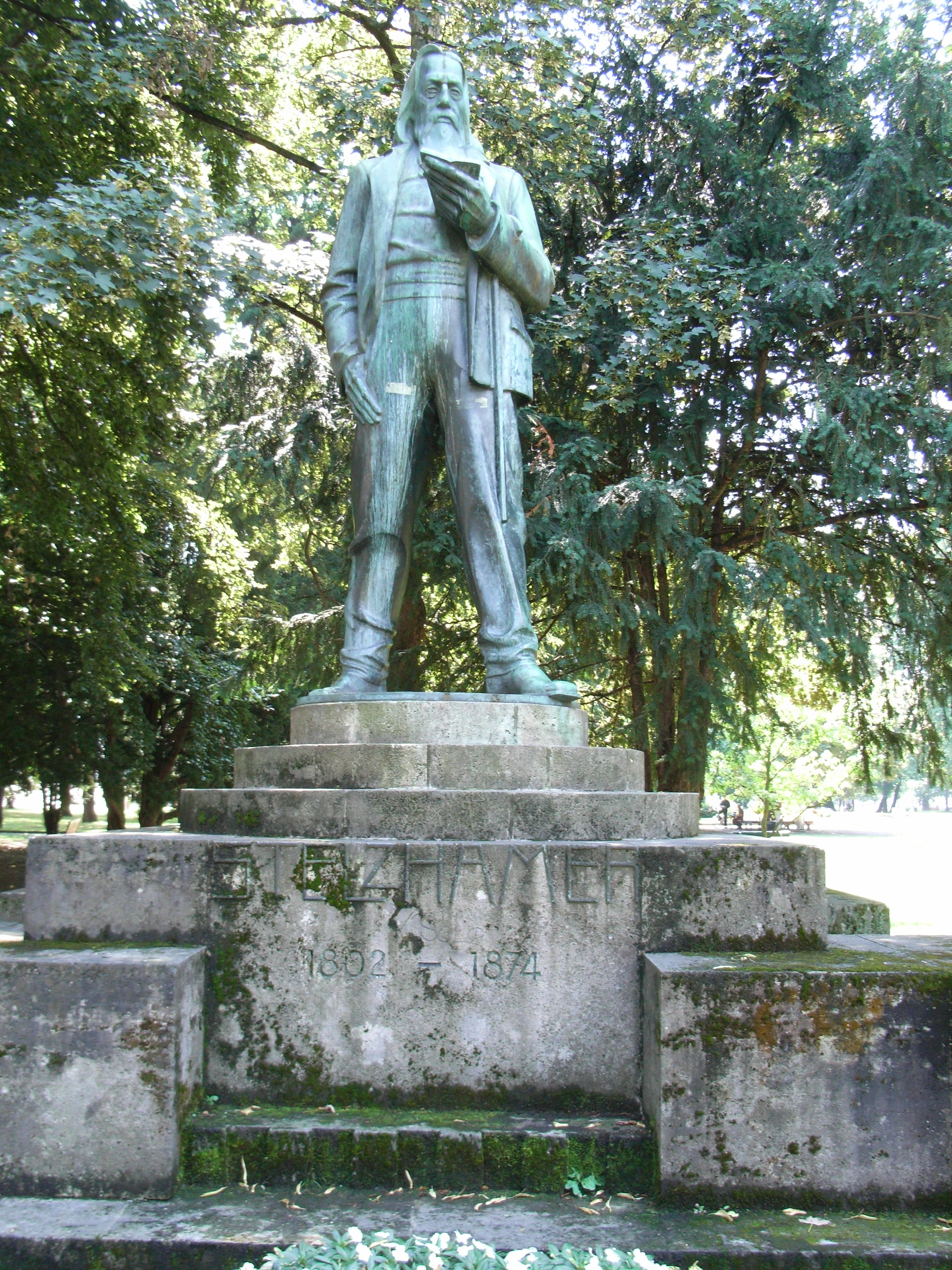
Stelzhamer-Denkmal im Linzer Volksgarten

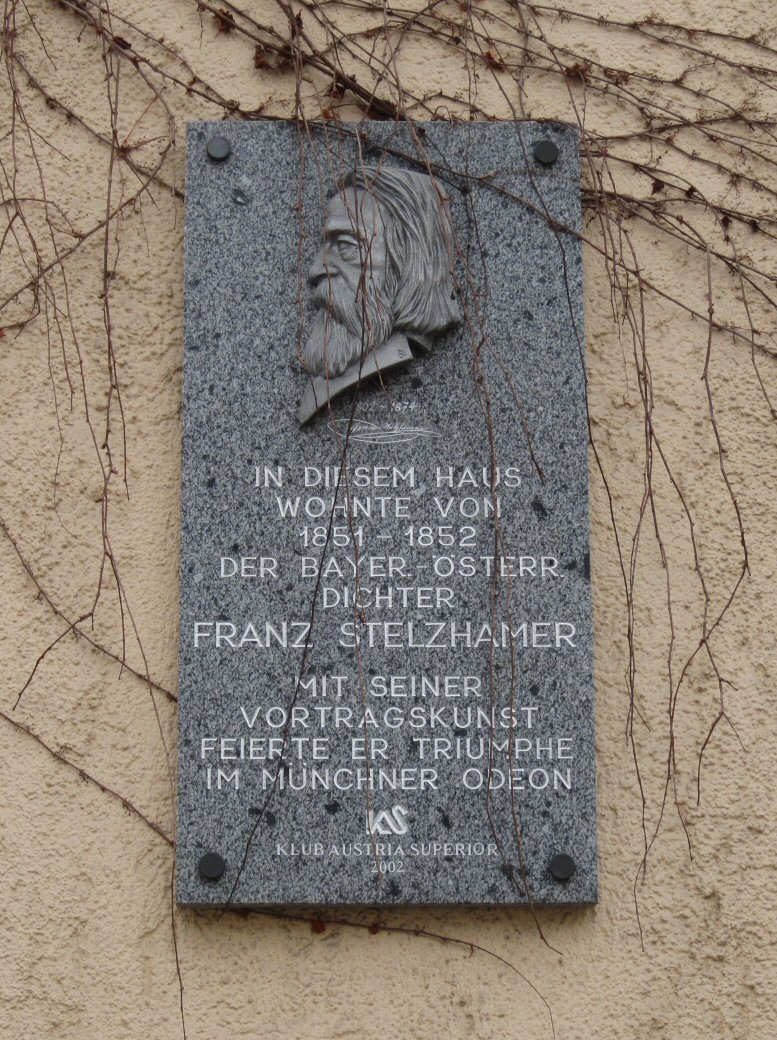
München, Müllerstraße 11: Stelzhamer-Gedenktafel

Franz Stelzhamer (* 29. November 1802 in Großpiesenham, Oberösterreich; † 14. Juli 1874 in Henndorf am Wallersee) war ein österreichischer Dichter und Novellist.

## Leben und Wirken

### Lebenslauf
Als Sohn eines Kleinbauern besuchte er das Akademische Gymnasium in Salzburg und studierte danach Rechtswissenschaft in Graz und Wien, schloss sein Studium aber nicht ab. Bis 1824 führte er ein unstetes Wanderleben als Schauspieler, Vortragskünstler und Schriftsteller. 1837 erlebte er seinen Durchbruch mit den Liedern in obderenns’scher Volksmundart. Als Journalist war Stelzhamer bis 1842 in Wien, Oberösterreich, Salzburg und anderen Gegenden im Deutschen Bund tätig. Das Land Oberösterreich ermöglichte ihm mit einem Ehrensold ein gesichertes Leben.

### Bedeutung
Stelzhamer gilt als bedeutendster Vertreter oberösterreichischer Mundartdichtung des ländlich-bäuerlichen Milieus, seine hochdeutschen Schriften werden demgegenüber heute kaum beachtet.
Stelzhamer ist der Textdichter der oberösterreichischen Landeshymne, des Hoamatgsangs.

### Antisemitismus
Besonders das Kapitel „Jude“ in seinem 1852 im Selbstverlag erschienenen Text Das bunte Buch wird von Germanisten wie Ludwig Laher oder Armin Eidherr als von antisemitischen Tiraden durchsetzter Text kritisiert. So beschreibt Stelzhamer im Kapitel „Jude“ auf Seite 256 das Volk der Juden als „Riesenbandwurm [geschlungen] um die Ernährungsorgane eines jeden kultivierten Staatskörpers“, den man immer nur teilweise, aber nie vollständig abtreiben kann.
Im Bericht der Linzer Straßennamenkommission aus dem Jahr 2022 wurde Franz Stelzhamer mit entsprechender Begründung in die Kategorie 2 von 5 gereiht. Nachdem im ersten Schritt nur die Straßen von Personen der Kategorie 1 umbenannt wurden, blieb die Stelzhamerstraße vorerst noch erhalten.

## Gedenken
1882 wurde in Wien der Stelzhamer-Bund gegründet. 1900 erschien Hermann Bahrs Theaterstück Der Franzl, das in fünf Bildern aus dem Leben Franz Stelzhamers erzählt.
Im Jahr 1907 wurde in Wien-Landstraße (3. Bezirk) die Stelzhamergasse nach ihm benannt. Stelzhamergassen gibt es auch in Attnang-Puchheim, Krieglach, Wilhelmsburg, Stelzhamerstraßen in Linz, Salzburg, Sankt Pölten, Ansfelden, Gallneukirchen, Perg, Sankt Barbara im Mürztal, Steyr, Traun, Wels, Stelzhamerwege in Graz, Frankenburg am Hausruck, Laakirchen sowie einen Stelzhamerplatz in Ried im Innkreis. Franz(-)Stelzhamer(-)Straßen gibt es in Braunau, Gmunden, Lenzing, Straßwalchen, Vöcklabruck, Henndorf am Wallersee; eine Franz-Stelzhamer-Siedlung in Mattighofen, den Straßennamen (Franz-)Stelzhamer(-)Hof in Vöcklabruck und den Gasthof Franz Stelzhamerhof in Schildorn.
1952 wurde vom Land Oberösterreich die Auszeichnung Stelzhamer-Plakette gestiftet, die für „Verdienste um Oberösterreichs Mundart und Volkstum“ verliehen wird.
Am 6. Jänner 2003 wurde der Asteroid (24916) Stelzhamer nach ihm benannt.
Seit 2009 gibt das Kulturhaus Stelzhamermuseum Pramet durch eine Dauerausstellung einen Einblick in Leben und Werk des Dichters. Das „Muadástüberl“ samt Mobiliar kann besichtigt werden.
Der Vorschlag, den Franz-Stelzhamer-Kai in Bad Ischl wegen der antisemitischen Haltung des Schriftstellers umzubenennen, sorgte im Juni 2023 für Kontroversen, insbesondere wegen der bevorstehenden Funktion Bad Ischls als Kulturhauptstadt Europas.

## Werke
Lyrik
- Lieder in obderenns’scher Volksmundart, 1837 (ALO).
- Neue Gesänge in obderenns’scher Volksmundart, 1841 (ALO).
- Lieder in obderenns’scher Volksmundart. Zweite vermehrte Ausgabe, 1844 (ALO).
- Gedichte in obderenns’scher Volksmundart, 4 Bände, 1844–68 (ALO IALO IIALO IIIALO IV).
- Volkslust. Auswahl älterer und neuerer Lieder in obderenns’scher Volksmundart, 1847 (ALO).
- Politische Volkslieder, 1848 (ALO).
- Gedichte, 1855 (ALO).
- Liebesgürtel, 1876 (online – Internet Archive)

Prosa
- Prosa, 3 Bände, 1845 (ALO IALO IIALO III).
- Jugend-Novellen, 1847 (ALO).
- Heimgarten, 1847 (ALO IALO II).
- Das bunte Buch, 1852 (ALO).
- Gambrinus, 1853 (ALO).
- Aus meiner Studienzeit, 1875.
- Die Dorfschule, 1876.

Epos
- D’Ahnl, 1851 (ALO).

Ausgaben
- Ausgewählte Dichtungen, 4 Bände, hrsg. v. Peter Rosegger, 1884.